# 1 Samodzielny Lekki Pociąg Pancerny
1 Samodzielny Lekki Pociąg Pancerny (ros. 1-й отдельный легкий бронепоезд) – lekki pociąg pancerny białych podczas wojny domowej w Rosji.
Został utworzony na początku lutego 1920 w Batajsku ze zdobycznych opancerzonych platform kolejowych. Wchodził w skład Sił Zbrojnych Południa Rosji gen. Antona I. Denikina. Dowódcą pociągu został sztabskapitan Wozniesienski. Pociąg brał udział w walkach od końca lutego 1920 r. Jednakże już 13 marca tego roku został zostawiony w rejonie stacji Tonnielnaja w związku z ewakuacją wojsk białych z Noworosyjska na Krym.